# 962

## Събития
- За император на Свещената Римска империя е коронясан германският крал Отон I.